# Wirtschaft in Neustadt an der Weinstraße
| Größte Weinbaugemeinden im Anbaugebiet                                                     | Rang unter allen rheinland-pfälzischen Weinbaugemeinden nach Rebfläche | Bestockte Rebfläche 2017 (in ha) | Rebsorten | Rebsorten |
| Größte Weinbaugemeinden im Anbaugebiet                                                     | Rang unter allen rheinland-pfälzischen Weinbaugemeinden nach Rebfläche | Bestockte Rebfläche 2017 (in ha) | weiße     | rote      |
| Größte Weinbaugemeinden im Anbaugebiet                                                     | Rang unter allen rheinland-pfälzischen Weinbaugemeinden nach Rebfläche | Bestockte Rebfläche 2017 (in ha) | (in %)    | (in %)    |
| ------------------------------------------------------------------------------------------ | ---------------------------------------------------------------------- | -------------------------------- | --------- | --------- |
| Pfalz                                                                                      |                                                                        | 23.652                           | 65        | 35        |
| Landau (Pfalz)                                                                             | 1                                                                      | 2.067                            | 66        | 34        |
| Neustadt (Weinstr.)                                                                        | 2                                                                      | 2.031                            | 67        | 33        |
| Billigheim-Ingenheim                                                                       | 4                                                                      | 843                              | 62        | 38        |
| Bad Dürkheim                                                                               | 6                                                                      | 819                              | 68        | 32        |
| Kirrweiler                                                                                 | 14                                                                     | 589                              | 67        | 33        |
| Edesheim                                                                                   | 17                                                                     | 505                              | 61        | 39        |
| Deidesheim                                                                                 | 18                                                                     | 498                              | 85        | 15        |
| Wachenheim (Weinstr.)                                                                      | 20                                                                     | 473                              | 75        | 25        |
| Göcklingen                                                                                 | 22                                                                     | 464                              | 65        | 34        |
| Freinsheim                                                                                 | 25                                                                     | 437                              | 61        | 39        |
| Quelle: Faltblatt Weinbau 2018. Statistisches Landesamt Rheinland-Pfalz, Bad Ems, Mai 2018 |                                                                        |                                  |           |           |

Die Wirtschaft in Neustadt an der Weinstraße ist vor allem durch den Weinbau geprägt.

## Bruttoinlandsprodukt und Arbeitslosenquote
Im Jahre 2016 erbrachte Neustadt an der Weinstraße, innerhalb der Stadtgrenzen, ein Bruttoinlandsprodukt (BIP) von 1,564 Milliarden €. Das BIP pro Kopf lag im selben Jahr bei 29.456 € (Rheinland-Pfalz: 34.118 €, Deutschland 38.180 €) und lag damit unter dem regionalen und nationalen Durchschnitt. Das BIP je Erwerbsperson beträgt 55.499 €. In der Stadt waren 2016 ca. 28.200 erwerbstätige Personen beschäftigt. Die Arbeitslosenquote lag im Dezember 2018 bei 4,5 % und damit leicht über dem Durchschnitt von Rheinland-Pfalz von 4,1 %.

## Finanzen
Neustadt an der Weinstraße war bis 2004 die einzige kreisfreie Stadt in Rheinland-Pfalz, die seit 1993 in Folge ihren Haushalt ausgleichen und gleichzeitig den kommunalen Schuldenberg zwischen 1989 und 1999 um über ein Drittel – etwa 37 Millionen Euro – reduzieren konnte.
Dabei hatte die Verschuldung der kreisfreien Stadt Neustadt an der Weinstraße bereits Mitte der 1980er Jahre ihren Höhepunkt mit einer Pro-Kopf-Verschuldung von etwa 2.297 Euro – zu damaligen Preisen – bei einer Einwohnerzahl von etwa 50.000 erreicht. Mitte 1999 lag die Pro-Kopf-Verschuldung bei etwa 1.173 Euro.
Neustadt an der Weinstraße erhielt für diese Leistung 1997 den „Verwaltungsmanagement Award 97“ für intelligente Sparkonzepte vom Institute for International Research und der Zeitschrift Die innovative Verwaltung.

## Weinbau
Weinbau und Tourismus zählen zu den bedeutendsten Wirtschaftszweigen. Neustadt an der Weinstraße ist mit 1994 Hektar bestockter Rebfläche nach Landau in der Pfalz (2053 Hektar) die größte Weinbaugemeinde Deutschlands (Stichtag 31. Juli 2009).

## Forstwirtschaft
Neustadt ist Sitz der Zentralstelle der Forstverwaltung der Landesforsten Rheinland-Pfalz.

## Ansässige Unternehmen
In Neustadt ihren Firmensitz haben die Hornbach Holding AG und die SIGMA-ELEKTRO GmbH. Weitere größere Unternehmen in der Stadt sind Team Rosberg (Motorsport), Deutsche Telekom, Gesellschaft für Dienste im Alter (GDA) und Meininger Verlag.

## Prognose
Im Zukunftsatlas 2016 belegte die kreisfreie Stadt Neustadt an der Weinstraße noch Platz 105 von 402 Landkreisen, Kommunalverbänden und kreisfreien Städten in Deutschland und zählt damit zu den Orten mit „Zukunftschancen“. Im Zukunftsatlas 2025 belegte Neustadt an der Weinstraße Platz 230 von 400.